# 派恩萊克鎮區 (明尼蘇達州派恩縣)
派恩萊克鎮區（英語：Pine Lake Township）是位於美國明尼蘇達州派恩縣的一個行政鎮區。

## 地方資料
派恩萊克鎮區的面積為90.72平方千米，當中陸地面積為85.59平方千米，而水域面積為5.12平方千米。根據2020年美國人口普查的數據，當地共有人口580人，而人口密度為每平方千米6.39人。